# 수순 (바둑)
수순(sequence)은 바둑에서 '착수한 순번'을 뜻한다. 참고로, 아라비아 숫자를 사용해 연산을 행하는 수순을 알고리즘이라고 한다.